# Sling TV
Sling TV（スリングティーヴィー）は、アメリカの有料のテレビ配信プラットフォームである。
開発元のSling TV LLCは、ディッシュ・ネットワークの完全子会社である。なお、同じくディッシュ・ネットワークの子会社だったSling Mediaおよび同社のストリーミング機器・Slingboxとは無関係である。アメリカ国内向けのサービスとなっており、サービスを展開していないアメリカ国外では利用不可となっている。

## 歴史
2015年1月5日、ディッシュ・ネットワークはコンシューマー・エレクトロニクス・ショーのプレゼンテーションにて、有料のテレビ番組のストリーミング配信サービスとしてSling TVを発表した。Sling TVは、様々なコネクテッドTVやRoku等のメディアストリーミング端末やモバイルデバイスで利用できるとした。同社の最高経営責任者だったジョセフ・クレイトンによると、同社はこのサービスに4年間取り組んでいたという。大半は、取引の調整と、ターゲットを絞った広告をライブストリーミングに挿入する技術の開発に費やされたという。また、当初は2014年にサービスの準備が整うと述べていた。
2015年2月9日、ストリーミングサービスを開始した。ESPNやトラベル・チャンネル、CNN、カートゥーン ネットワーク、ガラビシオン、ディズニー・チャンネル、フード・ネットワーク、TBS、TNT、ABCファミリー・ワールドワイド、HGTV等のケーブルテレビで放送されている多数のチャンネルを提供する。